# Lipowa (powiat nyski)
Lipowa – wieś w Polsce położona w województwie opolskim, w powiecie nyskim, w gminie Nysa. Do roku 1945 miejscowość nosiła nazwę Lindewiese.
W latach 1975–1998 miejscowość należała administracyjnie do województwa opolskiego.
We wsi ma swoją siedzibę leśnictwo Lipowa, które należy do nadleśnictwa Prudnik (obręb Szklary).

## Zabytki
Do wojewódzkiego rejestru zabytków wpisane są:
- kościół par. pw. św. Katarzyny, z 1587 r., 1729 r.
  - cmentarz parafialny przy kościele św. Katarzyny
- dwór w ruinie, obecnie dom nr 40, z ok. 1800 r. (nie istnieje)

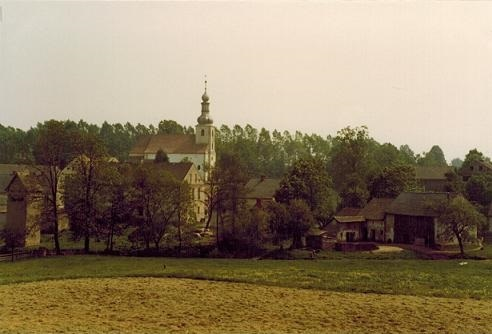
Kościół św. Katarzyny w Lipowej
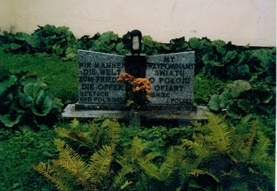
Pomnik upamiętniający ofiary II wojny światowej

## Religia
W Lipowej znajduje się katolicki kościół św. Katarzyny, który jest siedzibą parafii św. Katarzyny (dekanat Prudnik).

## Ludzie związani z Lipową
- Andrzej Zając (ur. 1956) – kolarz, złoty medalista Igrzysk Paraolimpijskich 2008, urodzony w Lipowej